# Emil Kozole (oblikovalec)
Emil Kozole, slovenski oblikovalec, * 1991
Je soustanovitelj studia Ljudje in docent na Akademiji za likovno umetnost in oblikovanje v Ljubljani. Najbolj znan je po svojem projektu Seen, črkovni vrsti, s pomočjo katere lahko vsak človek dobi vpogled v to, koliko informacij, ki jih delimo na spletu, je izpostavljenih nadzoru. Njegova dela so bila predstavljena v številnih publikacijah, kot so Wired, Der Spiegel in Le Monde.

## Izobrazba
Študiral je na Univerzi v Ljubljani in diplomiral iz vizualnih komunikacij na Akademiji za likovno umetnost in oblikovanje, magisterij pa je končal na Central Saint Martins v Londonu.

## Delo in kariera

### Seen
Projekt "Seen" je magistrski projekt, ki ga je Kozole razvil kot del zaključnega projekta komunikacijskega oblikovanja v Central Saint Martins. Odprtokodna črkovna vrsta omogoča, da lahko vsak dobi vpogled v to, koliko informacij, ki jih delimo na spletu, je izpostavljenih nadzoru. 
Seen ima vnaprej naložen nabor občutljivih in ključnih besed, ki naj bi jih varnostne agencije NSA in GCHQ zaznavale pri skeniranju naših dokumentov. Deluje tako, da ko je ena od teh sprožilnih besed napisana, jo pisava samodejno prečrta. 
Projekt je pritegnil veliko mednarodne pozornosti in objav v Le Monde, Der Spiegel, Wired, Vice, Design Taxi in Gizmodo.

### Bring to Front
Kozole skupaj z Denisom Adanalićem od januarja 2020 ustvarja slovenski podcast o oblikovanju. S tem odpirata prostor za kritični diskurz na področju oblikovanja v Sloveniji.

### How much is your face worth
Projekt How much is your face worth, prevprašuje distopičen scenarij, ki raziskuje vrednost ljudi za oglaševalce zgolj na podlagi podatkov iz profilov uporabnikov Facebooka. Kozole, raziskuje povezave med osebnimi podatki, značilnostmi obraza in spletnim ciljanjem ter pod vprašaj postavi porast novih marketinških orodij. 
Na razstavi je bilo predstavljenih več kot dva tisoč profilov, ki jih distribuira tisto, kar Facebook ve in kako ocenjuje njihovo potencialno vrednost.

### Sindikat AI
Projekt Sindikat umetne inteligence raziskuje razvoj strojnega učenja in bodoče potencialne težnje po izborjenih pravicah. Analizira pretekle dosežke na področju človekovih pravic, kot je Splošna deklaracija človekovih pravic, in raziskuje kako bo izgledalo, ko bo A.I. začel z bojem za lastne pravice.

### Studio Ljudje
Je član in soustanovitelj Studia Ljudje, strateškega oblikovalskega studia, ustanovljenega leta 2012.  Studio deluje na področju vizualnih identitet, vključujočih kampanj in soustvarjanju družbenih sprememb preko oblikovalskih metod.  Kozole deluje znotraj studia kot art direktor, grafični oblikovalec in tipograf. 

### Freštreš
Leta 2013 je skupina študentov, večinoma povezanih z Akademijo za likovno umetnost in oblikovanje v Ljubljani, zasnovala zine / revijo Freštreš in ustanovila istoimenski kolektiv.
Delo kolektiva se je skozi leta preusmerilo od objavljanja zinov do drugih ustvarjalnih dejavnosti, ki vključujejo razstave in instalacije. Zadnje so ponavadi performativne narave in navadno potekajo enkrat letno, vsakič izide tudi umetniška revija. 
Aprila 2019 so imeli instalacijo pod naslovom DekontamiNACIJA, kjer so predstavili bizarno vizijo postapokaliptične Slovenije, v kateri po jedrski katastrofi zavlada totalitarni režim, ki kontaminiranim preživelim servira kruha in iger v obliki narodnozabavne glasbe, turbofolka in gasilskih veselic.